# آنا فيليبا سانتوس
آنا فيليبا سانتوس هي لاعب كرة مضرب برتغالية، ولدت في 12 فبراير 1996.

## وصلات خارجية
- آنا فيليبا سانتوس على موقع رابطة محترفات التنس (الإنجليزية)
- آنا فيليبا سانتوس على موقع الاتحاد الدولي لكرة المضرب (الإنجليزية)
- آنا فيليبا سانتوس على موقع كأس بيلي جين كينغ (الإنجليزية)
- آنا فيليبا سانتوس على موقع خلاصة التنس.كوم (الإنجليزية)
- آنا فيليبا سانتوس على موقع إي إس بي إن.كوم (الإنجليزية)